# Aino Undla-Põldmäe
Aino Undla-Põldmäe (geb. Krimm, 1929 bis 1941 Undla, auch Põldmäe-Undla, * 26. Apriljul. / 9. Mai 1910greg. in Undla, Landgemeinde Kadrina, Estland; † 16. Februar 1992 in Tartu) war eine estnische Literaturwissenschaftlerin.

## Leben
Undla-Põldmäe machte 1929 in Rakvere ihr Abitur und studierte von 1929 bis 1936 an der Universität Tartu, parallel dazu mit Unterbrechungen auch an der Höheren Musikschule. Die Hinwendung zur Literatur ist vermutlich Gustav Suits zu verdanken, bei dem sie studierte. Das Studienjahr 1939/1940 verbrachte sie in Budapest. 1941 erhielt sie eine Anstellung am Estnischen Literaturmuseum, nach dem Zweiten Weltkrieg war sie bis 1949 Wissenschaftlerin am Institut für Sprache und Literatur, dem Vorgängerinstitut des heutigen Under und Tuglas Literaturzentrums.
Nachdem ihr Mann Rudolf Põldmäe bereits im Herbst 1945 vom NKWD inhaftiert und nach einem knappen Jahr Untersuchungshaft 1946 in ein Gefangenenlager in der Komi ASSR verschickt worden war, fiel Aino Undla-Põldmäe gemeinsam mit ihren Söhnen Jaak (1942–1979) und Alo (geb. 1945) 1949 der Märzdeportation zum Opfer und wurde nach Sibirien verbannt. Als Rudolf Põldmäe 1950 nach Estland zurückkehren konnte, bemühte er sich um die Rehabilitation seiner Familie, die schließlich seinetwegen deportiert worden war. Dies blieb erfolglos, stattdessen musste auch Rudolf Põldmäe 1950 den Weg nach Sibirien antreten.
Die Familie konnte 1955 nach Estland zurückkehren. Aino Undla-Põldmäe war dann kurzzeitig am Estnischen Literaturmuseum angestellt, danach freischaffende Wissenschaftlerin.

## Werk
Undla-Põldmäes Forschungsschwerpunkt lag auf den estnischen Autorinnen des 19. Jahrhunderts. Insbesondere das Werk von Lydia Koidula ist dank ihrer Forschungen besser erschlossen worden, auch hat sie sich als Herausgeberin von Koidulas Werken einen Namen gemacht. Darüber hinaus verdanken wir ihr wichtige Arbeiten zu Elisabeth Aspe, Elise Aun und Lilli Suburg.

## Auszeichnungen
- 1982 Juhan-Smuul-Preis

## Bibliografie (Auswahl)

### Monografie
- Koidulauliku valgel. Uurimusi ja artikleid. Tallinn: Eesti Raamat 1981. 357 S.

### Artikel
- Uusi andmeid Lilli Suburg'ist, in: Eesti Kirjandus 8/1935, S. 346–354.
- Koidula viimased Tartu-aastad (1871–1873), in: Keel ja Kirjandus 9/1960, S. 528–544.
- 100 aastat Elisabeth Aspe sünnist, in: Keel ja Kirjandus 12/1960, S. 753–755.
- Koidula ja kirik, in: Keel ja Kirjandus 8/1961, S. 469–479.
- Koidula suhted kodumaaga Kroonlinna-aastail, in: Looming 8/1961, S. 1254–1262.
- Kes oli „Eesti neiu Setu maalt“?, in: Keel ja Kirjandus 6/1963, S. 362–366.
- Autor realismi tuleku teelt. 100 aastat K. Krimmi sünnist, in: Keel ja Kirjandus 7/1963, S. 429–432.
- Lilli Suburg ja tema ajakiri «Linda», in: Keel ja Kirjandus 8/1966, S. 487–494; 9/1966, S. 529–537.
- L. Koidula „Vainulillede“ algupärast, in: Keel ja Kirjandus 3/1968, S. 159–166; 4/1968, S. 214–226.
- Koidula suhted Soomega, in: Keel ja Kirjandus 8/1970, S. 480–494; 9/1970, S. 551–560.
- Tõsiseiku Akadeemilisest Kirjandusühingust, in: Looming 3/1974, S. 476–486.
- J.V. Jannsen ja tema lemmikkirjanik J.P. Hebel, in: Keel ja Kirjandus 7/1978, S. 398–409.
- Kirjanduslikke mõjustusi ja tõlkeid „Emajõe ööbikus“, in: Keel ja Kirjandus 9/1986, S. 528–538.

## Sekundärliteratur
- Liis Raud: Aino Undla-Põldmäe 70, in: Looming 5/1980, S. 746–747.
- Erna Siirak: Koidulaulikule pühendatud elu, in: Keel ja Kirjandus 5/1980, S. 317–319.
- Salme Raatma: Tähelend ja tõelikkus. Uusi andmeid Koidula uurimises, in: Tulimuld 3/1982, S. 122–128.
- Heldur Niit: Uurijameisterlikkuse tunnistäht, in: Keel ja Kirjandus 7/1982, S. 379–382.
- Sirje Olesk: Aino Undla-Põldmäe. In memoriam, in: Keel ja Kirjandus 5/1992, S. 311–312.
- Sirje Olesk: Aino Undla-Põldmäe tee koos Koidulaga, in: Keel ja Kirjandus 12/1993, S. 717–723.